# Željeznička pruga Novska – Tovarnik – DG
Željeznička pruga Novska – Tovarnik je 185,4 km duga pruga u Hrvatskoj koja povezuje Novsku sa srbijanskom željezničkom mrežom. Pruga prati tok rijeke Save i dio je paneuropskog koridora X.
- Staro Petrovo Selo
- Nova Kapela-Batrina
- Oriovac
- Vinkovci

## Infrastruktura
Pruga u cijelosti elektrificirana i dvokolosiječna. Bila je prva u cijelosti elektrificirana pruga u Hrvatskoj. Elektrificirana je naponom 25kV/50Hz na cijeloj svojoj duljini. Dijelovi su strukturalno izgrađeni za brzine do 200km/h. 200km/h se smatra donjom granicom pruge za promet velikim brzinama. Iz sigurnosno-tehničkih razloga maksimalna dopuštena brzina je 160 km/h. Signalni sustav i razmak predsignala i signala ne dopušta veće brzine.
Pruga je u promet električnom vučom puštena 31. svibnja 1970.
Svi željezničko-cestovni prijelazi su osigurani minimalno Andrijinim križem, polubranicima ili punom rampom. Željeznički nasipi niveliraju prugu. Zbog toga su nagibi vrlo blagi. Na mnogim mjestima su križanja denivelirana i sagrađeni su vijadukti, kako bi se izbjeglo direktno križanje, gdje god je to bilo fizički moguće.

## Hrvatski brzinski rekord za tračnička vozila
Ova željeznička pruga drži  Hrvatski brzinski rekord za tračnička vozila  (električna vuča).
Hrvatski brzinski rekord iznosi nešto malo iznad 181 km/h.
Rekord je postavio prototip električne lokomotive oznake 442 001 (danas još uvijek u komercijalnoj uporabi na tom pravcu (kao i druge lokomotive te hrvatske najmodernije serije električnih lokomotiva), kasnije renumeriran na 1 142).
Rekord je postavljen na potezu između gradova Novska i Nova Gradiška.